# Veränderungsmanagement
Unter Veränderungsmanagement (englisch change management, CM, von englisch management) lassen sich alle Aufgaben, Maßnahmen und Tätigkeiten zusammenfassen, die eine umfassende, bereichsübergreifende und inhaltlich weitreichende Veränderung – zur Umsetzung neuer Strategien, Strukturen, Systeme, Prozesse oder Verhaltensweisen – in einer Organisation bewirken sollen. Mit der Verfolgung von Änderungen an Produkten befasst sich das Änderungswesen.

## Zeitliche Veränderung des Veränderungsmanagements
Der Ursprung des Veränderungsmanagements geht auf die Organisationsentwicklung in den USA der 1930er Jahre zurück. Die Wissenschaftler Fritz Roethlisberger und Elton Mayo führten im Rahmen von Forschungen zur Leistungssteigerung Experimente in den Werken der Western Electric durch. Sie entdeckten, dass die beobachtete Leistungsfähigkeit der Mitarbeiter stärker von der Aufmerksamkeit für die Mitarbeiter beeinflusst wurde als durch Änderungen der Arbeitsbedingungen.
Von Kurt Lewin wurden in den 1940er Jahren weitergehende Untersuchungen durchgeführt. Die Pioniertheorie von Lewin (1947, 1958) beschäftigt sich im Rahmen der Organisationstheorie mit den Phasen von Veränderungen.
Während Lewin in seinen Phasen inhaltlich nicht auf einzelne Schritte des Managements während einer Veränderung eingeht, hat John P. Kotter acht Phasen eines Veränderungsmanagements identifiziert. Nach Kotter sind diese Phasen erfolgskritischer Bestandteil eines Veränderungsmanagements und müssen von jedem Change Manager eingehalten werden.

## Phasen des Veränderungsprozesses nach Kurt Lewin

### Auftauphase (unfreezing)
Ausgangspunkt der ersten Phase ist die Einsicht, dass die Erwartungen nicht mehr der Realität entsprechen. Die Notwendigkeit einer Veränderung tritt langsam als Möglichkeit ins Bewusstsein und altes Verhalten wird in Frage gestellt. Das generelle Ziel dieser Phase besteht darin, die nach Veränderung strebenden Kräfte zu stärken und zu unterstützen und so ein Veränderungsbewusstsein zu induzieren. Unfreezing steht dabei bildlich für das Auftauen des bestehenden (eingefrorenen) Gleichgewichtes oder des zuvor erreichten Zustands, der auch wiederum aus einem vorangegangenen Change-Prozess hervorgerufen worden sein kann.

### Bewegungsphase (moving)
In der zweiten Phase, der Moving- oder Veränderungsphase, werden Lösungen generiert, neue Verhaltensweisen ausprobiert und das Problem wird in Teilprojekten gelöst. Der Status quo wird verlassen und es wird eine verändernde Bewegung zu einem neuen Gleichgewicht vollzogen.

### Einfrierphase (refreezing)
Ziel der dritten Phase, des Wieder-Einfrierens, ist die Implementierung der gefundenen Problemlösungen und damit der zumindest vorläufige Abschluss des Veränderungsprozesses. Nach dem Episodenschema von Lewin bedürfen durchgeführte Veränderungen der Stabilisierung und müssen zur dauerhaften Integration in das Gesamtsystem wieder eingefroren werden. Der neue Gleichgewichtszustand soll so vor der Macht der Gewohnheit geschützt und stabilisiert werden. Fazit: Aus „neu“ mach „alt“ im positiven Sinne des Bekannten, Vertrauten und Funktionierenden.

### Erweiterung der Phasen des Veränderungsprozesses
Die drei Phasen nach Lewin (unfreezing, moving und refreezing) lassen sich um drei Lern- und Reflexionsstufen erweitern: Handeln, Beobachten und Reflektieren.
- Handeln: Ein Ziel ist Voraussetzung für Handeln (z. B. Geschäftsprozesse definieren oder ein Projekt durchführen; Abteilungen zusammenlegen, oder Unternehmen fusionieren;  Führungskräfte coachen; Teamentwicklung betreiben). Nach den formulierten Teilzielen bzw. Aufgaben richtet sich dann das konkrete Handeln.
- Beobachten: Die Optimierung des Handelns ist Ziel des Beobachtens. Um das Handeln zu verbessern muss dieses beobachtet werden; dadurch werden Unterschiede zwischen Soll und Ist deutlich. Daraus leiten sich nicht nur die nächsten Handlungsschritte ab, sondern insbesondere die Veränderung der (möglicherweise vorher anders) geplanten Tätigkeiten.
- Reflektieren: Die Beobachtung selbst soll überprüft werden. Erst wenn eine Person ihre eigene Beobachtung mit der Beobachtung anderer abgleicht, kann die Person feststellen, inwieweit die Beobachtungen übereinstimmen oder sich unterscheiden. Es besteht allerdings die große Gefahr, eine Übereinstimmung als „richtig“ fehl zu interpretieren. Die Versuchung ist dann besonders gegeben, wenn die Person (bewusst oder außerbewusst) nach Anerkennung oder Bestätigung sucht. Zudem bestätigt eine Übereinstimmung von zwei Beobachtungen noch nicht, dass das beobachtete Handeln sinnvoll war. Die Übereinstimmung muss daher bezüglich der Zielerreichung geprüft werden: Geschieht eine Annäherung an das definierte Ziel, gibt es eine Abweichung davon, oder ergibt sich keine relevante Auswirkung, dass im Hinblick auf die Prüfung der Beobachtungen Einigkeit besteht.

Darüber hinaus sollte fortlaufend geprüft werden, ob das ursprünglich formulierte Ziel noch gültig ist, oder ob eine inhaltliche Änderung des Ziels durch die erzeugten Informationen notwendig wird.
Der Prozess der Veränderung wird dadurch selbst zum Gegenstand der Veränderung. Die Inhalte der Veränderung treten in den Hintergrund. Die Steuerung der Veränderung ist ein iterativer Rückkopplungsprozess unter Nutzung der erzeugten Informationen aus den o.a. drei Lern- und Reflexionsstufen.

### Kritik an den Phasen des Veränderungsprozesses
Bartunek und Woodman (2015) kritisieren, dass in realen Veränderungsprozessen fünf zeitliche Dimensionen von Bedeutung sind, die im 3-Phasen-Modell nach Lewin nicht berücksichtigt werden.
1. Sequenz
Mit Sequenz ist die zeitliche Anordnung von Ereignissen gemeint. Bartunek und Woodman betonen, dass Sequenzen von Veränderungsprozessen, im Gegensatz zu Lewins Annahmen, nicht zwingend linear ablaufen müssen. Bei Veränderungsprozessen kann es sowohl zu beträchtlichen Vor- und Zurückbewegungen als auch zu einem zwischenzeitlichen Stillstand der Bewegung kommen.
2. Timing
Bartunek und Woodman nennen als Einflussfaktoren auf den Veränderungsprozess im Hinblick auf das Timing, z. B. das Vorhandensein von Deadlines, von alternativen Handlungsmöglichkeiten sowie von „Gelegenheitsfenstern“. Letztere markieren den „richtigen“ Zeitpunkt einer Veränderung, da zu dieser Zeit eine bessere Empfänglichkeit für Veränderungen und reichlichere Ressourcen vorliegen. In der Erweiterung des Phasenmodells nach Edgar Schein wird ein solches „Gelegenheitsfenster“ zumindest angedeutet, indem die Auftauphase (engl. Unfreezing) von einer Art Unzufriedenheit und Frustration begleitet wird.[4]
3. Tempo
Das Tempo umfasst sowohl die Gesamtgeschwindigkeit der Veränderung als auch das unterschiedliche Tempo zu verschiedenen Zeiten in einem Veränderungsprozess. Bartunek und Woodman führen an, dass insbesondere zu Beginn eines Veränderungsprozesses eine gewisse Geschwindigkeit sinnvoll sein kann, um genügend Schwung für eine Veränderung zu erzeugen. Lewin äußert sich in seinen Phasen des Veränderungsprozesses nicht zum Tempo der Veränderung.
4. Rhythmus
Als Rhythmus bezeichnen Bartunek und Woodman ein Muster der Variabilität in der Intensität und Häufigkeit von organisationalen Aktivitäten, welches typischerweise durch Perioden beschleunigter sowie verlangsamter Aktivität gekennzeichnet ist. Organisationale Veränderungen können in einer der folgenden vier Rhythmen auftreten: fokussiert (lange Perioden der Veränderung und kurze Perioden der Stabilität), punktiert (lange Perioden der Stabilität und kurze Perioden der Veränderung), temporär wechselnd (Stabilität und Veränderung im Wechsel) und regelmäßig (relativ gleiche Intervalle zwischen den Veränderungen). Lewin bezieht sich in seinem Phasenmodell nicht auf die Rhythmen von Veränderungsprozessen.
5. Monophonie und Polyphonie
Eine monophone Veränderung bedeutet, dass diese von nur einem Akteur oder in einer Reihe von Ereignissen ausgeführt wird. Eine polyphone Veränderung hingegen bedeutet, dass diese von mehreren Akteuren in mehreren Reihen von Ereignissen ausgeführt wird. Aus einer organisationalen Perspektive bezieht sich Polyphonie auf die Tatsache, dass mehrere Sätze von Sequenz, Timing, Tempo und Rhythmus gleichzeitig vorhanden sind, die voneinander abhängen. Lewin geht in seinem Phasenmodell von einer monophonen Veränderung aus. Bartunek und Woodman kritisieren, dass dies keine realistische Annahme ist, da es immer mehrere Sequenzen, Timing, Tempo und Rhythmen gibt, die gleichzeitig auftreten und sich gegenseitig auf komplexe Weise beeinflussen.

Nach Bartunek und Woodman lässt die Berücksichtigung dieser zeitlichen Dimensionen eine realistischere Perspektive auf Veränderungsprozesse zu als das Phasenmodell nach Lewin, welches sich sequentiell nur auf drei Phasen einer Veränderung konzentriert und keine Aussage über Timing, Tempo, Rhythmus oder Polyphonie trifft. Bartunek und Woodman greifen damit vorangegangene Kritik an Lewins Modell auf, die sich auf die Annahme der Linearität, der Reihenfolge der Ereignisse sowie auf die Unwahrscheinlichkeit bezieht, dass ein System über eine bestimmte Zeit tatsächlich „einfrieren“ kann.
Bartunek und Woodman betonen allerdings mehrfach, dass das Phasenmodell nach Lewin ursprünglich im Hinblick auf Veränderungsprozesse in gesellschaftlichen Gruppen entwickelt wurde und keineswegs den Anspruch verfolgte, die komplexen Systeme, welche heute in organisationalen Veränderungsprozessen eine Rolle spielen, zu erklären.

## Phasen des Veränderungsprozesses nach John P. Kotter
Damit ein Veränderungsprozess erfolgreich wird, sollte er gut geplant und angeleitet werden. Das 8-Stufen-Modell nach Kotter ist ein Ansatz, der die Gestaltung der Veränderung folgendermaßen strukturiert:
Phase 1: Gemeinsames Verständnis entwickeln
Stufe 1: Gefühl der Dringlichkeit vermitteln
- Bewusstsein für die Notwendigkeit des Wandels schaffen
- Den Status quo in Frage stellen
- Die Betroffenen involvieren und zum Überlegen anregen: Was würde passieren, wenn die Veränderung nicht vollzogen wird? Welche Möglichkeiten ergeben sich daraus?
- Attraktivität der Veränderung herausstellen
- Möglichkeit für Fragen und Diskussionen einräumen

Stufe 2: Führungskoalition aufbauen
- Ein Führungsteam bilden, das für die Veränderung zusammenarbeitet (im Idealfall aus Mitarbeitern mit unterschiedlichen Kompetenzen)
- Alle relevanten Informationen für eine gute Entscheidungsgrundlage präsentieren

Stufe 3: Vision und Strategie entwickeln
- Eine klare und gut eingängige Vision formulieren

- Über die unmittelbaren Ziele der Organisation hinausblicken

- Gemeinsames Verständnis der Richtung der Veränderung erzeugen

Phase 2: Einbinden und Ermutigen der Mitarbeiter
Stufe 4: Vision kommunizieren
- Jede Gelegenheit nutzen, die Vision über verschiedenste Kanäle zu kommunizieren
- Das Führungsteam sollte sich nach dem Motto „Führung durch Vorbild“ verhalten und die erwünschte Veränderung vorleben
- Unsicherheiten und Ambiguitäten sollen auf diese Weise reduziert und Akzeptanz der Veränderung gefördert werden

Stufe 5: Hindernisse aus dem Weg räumen
- Der Frage nachgehen: Was steht dem Change noch im Weg?

- Zu den typischen Hindernissen gehören Strukturen, Skills, Systeme und Supervisoren

- Mitarbeitenden zu risikofreudigen Handlungen und Ideen motivieren

Stufe 6: Kurzfristige Erfolge sichtbar machen
- Schnell erreichbare Erfolge oder Fortschritte planen und aufzeigen
- Die Arbeit mit Belohnung anerkennen, die von den Mitarbeitern zur Erreichung der Ziele geleistet wird

Phase 3: Aufrechterhaltung der Veränderung
Stufe 7: Veränderung weiter antreiben, nicht nachlassen
- Durch erste Anzeichen von Verbesserung nicht zu schnell auf den generellen Erfolg schließen
- Kurzfristige Gewinne nutzen, um noch bestehende Probleme und Veränderungen anzugehen und die Motivation hoch zu halten

Stufe 8: Veränderungen in der (Unternehmens-)Kultur verankern
- Neue Verhaltensweisen in sozialen Normen und gemeinsamen Werten verwurzeln
- Den Mitarbeitern zeigen, wie die neuen Ansätze, Verhaltensweisen und Einstellungen zur Verbesserung der Leistung beigetragen haben
- Die Ziele der neuen Verhaltensweisen weiterhin kommunizieren

Kritik am Modell:
- Ein rigider Ansatz, da die 8 Stufen in der Reihenfolge nacheinander ausgeführt werden sollen
- Manche Schritte sind nicht relevant in manchen Kontexten
- Schwierigkeiten, die beim Veränderungsmanagement auftreten können, werden wenig thematisiert

## Organisatorische Rahmenbedingungen
Unterstützt wurde dieser Veränderungsprozess – früher regelmäßiger als heute – durch sog. Change Agents in der Führung. Diese sogenannten Umsetzungsverantwortlichen wurden in (für das Veränderungsmanagement) relevanten Bereichen, wie Konfliktmanagement, Projektmanagement, Coaching oder Kommunikationstechniken geschult und waren ausschließlich für Veränderungsvorhaben zuständig. In der Weiterentwicklung wurden Veränderungen dann durch sog. Veränderungsteams (change teams) unterstützt.
Die Fähigkeiten der Change Agents gehören heute zu den Kompetenzen, die von Führungskräften erwartet werden. Dennoch werden in der Praxis immer wieder externe Berater hinzugezogen, weil diese über mehr Distanz zu den Befindlichkeiten einzelner Teilnehmer verfügen und Vorgesetzte damit aus der „Schusslinie“ gebracht werden können.
In Unternehmungen, die sich des Kaizen-Prinzips bedienen, ist zu beobachten, dass das Management von Veränderungen immer mehr in den täglichen Aufgabenbereich von Führungskräften und Mitarbeitern im Geschäftsalltag diffundiert und Change Agents oder Teams seltener eingesetzt werden. Dazu beigetragen hat der Übergang zur Prozessorganisation seit den 1990er Jahren, die es erlaubt, permanent begrenzte Anpassungen durchzuführen, die oft an die Stelle großer Umstrukturierungen treten. Dadurch sind die von Lewin definierten Phasen von Veränderungsprozessen kaum noch zu trennen; insbesondere der Zustand des Einfrierens der Organisation und damit der Stabilisierung von neu erlernten Routinen ist oft nicht mehr erreichbar.
Doch auch im Fall von strategischem Wandel (durch Mergers & Acquisitions, Entwicklung neuer strategischer Geschäftsfelder usw.) zeigt es sich, dass die zeitlichen Vorgaben für Veränderungsprozesse immer enger und die Pausen zwischen Veränderungsprozessen immer kürzer werden.

## Begleitung von Veränderungsprozessen
Der Mensch als „Gewohnheitstier“ steht in der Regel Veränderungen skeptisch gegenüber. Veränderungen sind mit Unsicherheit über die Zukunft verbunden und können als Gefahren und Risiken wahrgenommen werden. Zur Überwindung dieser Hindernisse wird immer häufiger das Modell der Transformationalen Führung empfohlen.
Im modernen Projektmanagement wird dieser Einstellung des Menschen Rechnung getragen. Die Betroffenen (engl. Stakeholder) werden nicht nur frühzeitig auf die anstehenden Veränderungen durch umfassende und angemessene Information („Change Communication“) vorbereitet, sondern auch zunehmend in die Gestaltung der Veränderung einbezogen („Ikea-Prinzip“). Ein Veränderungsmanagement in diesem Sinn kann Informations- und Schulungsmaßnahmen beinhalten. Vertreter nachhaltig gemeinter Veränderungsprozesse plädieren eindeutig für die frühestmögliche Einbeziehung der Stakeholder.
Damit vermittelt man den betroffenen Mitarbeitern die nötige Sicherheit im Prozess. Je stärker die Sicherheit, desto größer die Bereitschaft zur Veränderung. Wenn diese Bereitschaft nicht erzeugt wird, können Widerstände aus der Belegschaft das Projekt zum Scheitern bringen.
Schnelle Integration ist ein entscheidender Faktor. In den Modellen für Change Management werden dabei je nach Autoren mehrere Phasen durchlaufen: Mal sequenziell, mal simultan, mal iterativ. Mal sind es drei Phasen, mal vier, bis hin zu zwölf Phasen. Es handelt sich dabei um logische Schrittfolgen und nicht um chronologische Abfolgen.
Die Weiterentwicklung der Engpasstheorie (theory of constraints) ermöglicht den Unternehmen durch eine strukturierte Begleitung, die sieben Schritte eines Veränderungsprozesses/Vorhabens einfach und effizient zu begleiten. Durch die methodische Begleitung wird der Unternehmung die Möglichkeit gegeben, diese Disziplin für die Unternehmung auch lernbar zu machen. Das bedeutet, dass Veränderungen auch Verbesserungen werden und auch in der ganzen Organisation immer wieder reproduziert werden können. Das Veränderungsvermögen einer Unternehmung gehört heute zu einem der wichtigsten Erfolgsfaktoren.

## Vergleich wichtiger Ansätze
Entsprechend der verschiedenen Zwecke von Veränderung gibt es eine Vielzahl an Ansätzen zum Veränderungsmanagement – das „one-size-fits-all“ ist Vergangenheit. In der Praxis kommen als Zwecke und entsprechende Ansätze vor allem vor:
| Zweck                                | Ansatz                                  |
| ------------------------------------ | --------------------------------------- |
| Ausrichtung an eine (neue) Strategie | Unternehmensberatung / Expertenberatung |
| Beteiligung der Betroffenen          | Organisationsentwicklung                |
| Selbststabilisierung von Systemen    | Systemische Beratung                    |
| Sondieren in komplexen Situationen   | Iterative Beratung                      |

In der Gegenüberstellung dieser Ansätze werden deren unterschiedliche Annahmen, Erfolgskriterien und Stärken deutlich:
|                                     | Expertenberatung                                                              | Organisationsentwicklung                                                               | Systemische Beratung                                                                | Iterative Beratung                                                                            |
| ----------------------------------- | ----------------------------------------------------------------------------- | -------------------------------------------------------------------------------------- | ----------------------------------------------------------------------------------- | --------------------------------------------------------------------------------------------- |
| Bild der Organisation als …         | … kausal wirkendes System                                                     | … bedürfnisorientiertes System                                                         | … selbsterzeugendes System                                                          | … komplexes System                                                                            |
| Fokus                               | (messbare) Fakten                                                             | Beteiligung                                                                            | Eigenlogik                                                                          | Aushandlung                                                                                   |
| Typisches Vorgehen                  | Strukturen und Prozesse analysieren und strategiekonform optimieren           | Eigeninitiative und Motivation der Mitarbeiter zu einem stimmigen Ganzen fügen         | Das Spezifische einer Organisation durch die Organisation finden / bestimmen lassen | Planvoll-flexibles Vortasten entlang verknüpften Zwecken, Interessen und Machtkonstellationen |
| Veränderung ist erfolgreich, wenn … | … Entscheidungen unter rationalen Aspekten zu einer höheren Effizienz führen. | … Strukturen so verändert sind, dass sie den Bedürfnissen der Mitarbeiter entsprechen. | … das System eine ihm eigene Stabilität gefunden oder beibehalten hat.              | … Unklarheit abgebaut, Akzeptanz erreicht, Wirkung erzeugt und Routine etabliert ist.         |
| Stärke des Ansatzes bei …           | … Risiken in stabilem Umfeld                                                  | … hoher Mitarbeiterbetroffenheit                                                       | … kulturell selbständigen Einheiten                                                 | … Ungewissheit in komplexen Situationen                                                       |

Die mit der Begleitung von Veränderungsprozessen betrauten (internen wie externen) Berater stützen sich in den meisten Fällen auf genau einen dieser Ansätze und fügen Instrumente anderer Ansätze je nach Beratungssituation hinzu. Eine interessante Verknüpfung liefert der Beratungsansatz der Ich-Entwicklung, der übertragen auf eine organisationale Ebene, den Entwicklungsstufen der Führungskräfte als Impulssteuerer und Umsetzungsbegleiter von Veränderungsprozessen eine maßgebliche Rolle für die Ergebnisse und den dauerhaften Erfolg von organisationaler Transformation einräumt.

## Kritik an Theorie und Praxis
Die Change-Management-Forschung wie auch -Praxis steht trotz umfangreicher Forschung und Erfahrungen in den letzten Jahrzehnten weiterhin vor der Herausforderung, dass viele Change-Management-Projekte scheitern und teilweise zu starken Widerständen innerhalb der Belegschaft führen. Dieses Problem wird seit einiger Zeit verstärkt in der Fachliteratur adressiert: neben ontologischen und konzeptionellen Schwächen ist ein Hauptproblem der Praxis und Theorie, dass leistungsfähige Konzepte fehlen, wie Change Manager konstruktiv mit unterschiedlichen Vorstellungen über den Wandlungsprozess umgehen. Dies betrifft nicht nur die Frage, inwieweit die vom Wandel betroffenen Akteure unterschiedliche Vorstellungen über die Ziele und Mittel des Wandels haben, sondern auch, ob sie den organisatorischen Wandel überhaupt wollen.